# Újezd (Zlíni járás)
Újezd település Csehországban, a Zlíni járásban. Újezd Haluzice, Vizovice, Vlachovice, Vysoké Pole, Lhotsko, Loučka és Bratřejov településekkel határos. Lakosainak száma 1175 fő (2024. január 1.).

## Népesség
A település lakosságának változását az alábbi diagram mutatja:
| Lakosok száma | 782  | 831  | 1007 | 1058 | 1155 | 1222 | 1186 | 1191 | 1186 | 1175 |
|               | 1869 | 1890 | 1921 | 1950 | 1980 | 2001 | 2017 | 2019 | 2022 | 2024 |